# Итальянские войска в СССР (1941—1943)
Вое́нная кампа́ния италья́нских во́йск в СССР 1941—1943 годо́в — агрессия, кампания (военные (боевые) действия) формирований вооружённых сил Королевства Италия против СССР, в период Второй мировой войны (Великой Отечественной войны).
Агрессия началась после нападения Германии на Советский Союз 22 июня 1941 года. Чтобы показать свою солидарность с немцами, итальянский диктатор Б. Муссолини отдал приказ о подготовке военного контингента для проведения боевых действий на Восточном фронте, в СССР.
Первоначально армия, направленная в СССР, называлась «Экспедиционный итальянский корпус в России» (итал. Corpo di Spedizione Italiano in Russia, CSIR). С июля 1942 года, после пополнения и переформирования, CSIR сменил название на «8-я итальянская армия», она же «Итальянская армия в России» (итал. Armata Italiana in Russia, ARMIR).

## Экспедиционный итальянский корпус в России (Corpo di Spedizione Italiano in Russia, CSIR)
Созданный 10 июля 1941 года «Экспедиционный итальянский корпус в России» прибыл в СССР в июле — августе 1941 года. Изначально CSIR подчинялся 11-й армии немецкого генерала О. Р. фон Шоберта (нем. Eugen Ritter von Schobert). 14 августа 1941 года корпус был переведён в подчинение 1-й танковой группе немецкого генерала Э фон Клейста. 25 октября 1941 года 1-я танковая группа была переформирована в 1-ю танковую армию. CSIR оставался под командованием Клейста до 3 июня 1942 года, после чего корпус был передан в подчинение 17-й армии немецкого генерала Рихарда Руоффа.
На ранних этапах кампании, при переброске корпуса в СССР, первый командующий CSIR, итальянский генерал Ф. Зингалес (итал. Francesco Zingales), находящийся в тот момент в Вене, заболел. 14 июля 1941 года Зингалес был заменён генералом Д. Мессе.
Корпус состоял из управления и трёх дивизий:
- 52-я автотранспортируемая пехотная дивизия «Торино»;
- 9-я автотранспортируемая пехотная дивизия «Пасубио»;
- 3-я подвижная дивизия «Им. принца Амедео, герцога д’Аосты» (в русскоязычных источниках может упоминаться, как 3-я пехотная дивизия «Челере» (быстрая)).

На практике, слово «автотранспортируемая» означало, что вместо специальной военной техники использовались разнообразные гражданские автомобили. 3-я подвижная дивизия состояла из кавалерии и моторизованных частей. Бо́льшая часть артиллерии дивизии была на конной тяге. В этой дивизии берсальеры (с итал. bersaglieri — элитные стрелки) часто использовали мотоциклы и велосипеды.
На момент создания корпуса в июне-июле 1941 года, его силы были таковы: около 3 000 офицеров и 59 000 солдат, 5 500 моторных транспортных средств и свыше 4 600 лошадей и мулов,27 лёгких и средних танков, 60 танкеток, 866 пистолетов-пулемётов, 581 пулемёт, 189 81-мм миномётов, 292 45-мм миномётов, 108 противотанковых пушек Mod.47/32, 256 артиллерийских орудий (220 легких и 36 средних), 80 орудий ПВО, 83 самолёта, 1550 мотоциклов. Роды войск в корпусе были в основном представлены легковооружённой пехотой, кавалерией и берсальерами. В дивизиях «Торино» и «Пасубио» было по два пехотных полка и по полку артиллерии.

## Операции CSIR (август 1941—июль 1942)
Первое боестолкновение произошло в августе 1941 года. Действия корпуса в составе 11-й армии были направлены против отвода советских войск, находившихся между реками Южный Буг и Днестр.
Перед тем как 11-я армия присоединилась к румынской армии, которая вела бои за Одессу, итальянский корпус перешёл в подчинение танковой группе немецкого генерала Эвальда фон Клейста. Находясь в составе этой группы, в промежутке между 20 октября и 2 ноября 1941 года корпус был задействован в штурме города Сталино (ныне Донецк) и оккупации близлежащих городов Горловка и Орджоникидзе (ныне Енакиево).
После того как 16 октября 1941 года румынские и немецкие войска захватили Одессу, некоторые подразделения итальянцев приняли участие в оккупации территории вокруг города.
В день католического Рождества 1941 года советские войска предприняли мощную атаку на позиции 3-й подвижной дивизии (т. н. «Первое рождественское сражение»). Итальянцы атаку отбили, но ценой больших потерь.
После воевали против оборонявших Севастополь советских войск, где потеряли немало техники и людских ресурсов.
Всего потери корпуса (убитые, раненые и пропавшие без вести) с июля 1941 года по июль 1942 г. составили 15 000 человек.

## 8-я Итальянская армия
В июле 1942 года, Муссолини, с целью активизации боевых действий на Восточном фронте усилил итальянские войска. CSIR был пополнен и сменил название на «8-я итальянская армия». Другое название 8-й итальянской армии — «Итальянская армия в России». Армия была подчинена группе армий «B» немецкого генерала Максимилиана фон Вейхса.
В СССР прибыло семь новых дивизий и, таким образом, количество итальянских дивизий на Восточном фронте увеличилось до десяти. Четыре прибывшие дивизии:
- 2-я пехотная дивизия «Сфорцеска»;
- 3-я пехотная дивизия «Равенна»;
- 5-я пехотная дивизия «Коссерия»;
- 156-я пехотная дивизия «Виченца».

В добавление к пехотным, были присланы три альпийских (итал. Alpini — элитные горнострелковые подразделения итальянской армии) дивизии:
- 2-я альпийская дивизия «Тридентина»;
- 3-я альпийская дивизия «Юлия»;
- 4-я альпийская дивизия «Кунеэнзе».

8-я итальянская армия состояла из трёх корпусов:
- 35-й армейский корпус:

Дивизии «Торино», «Пасубио» и «Им. принца Амедео, герцога д’Аосты».
- 2-й армейский корпус:

Дивизии «Сфорцеска», «Равенна», «Коссерия» и «Виченца».
- Альпийский корпус:

Дивизии «Тридентина», «Юлия» и «Кунеэнзе».
Дивизия «Виченца» была задействована в основном в тылу, для обслуживания военных коммуникаций.
Кроме итальянских дивизий, в ARMIR были включены немецкие 298-я и 62-я дивизии (позднее направленные в Сталинград), хорватская добровольческая бригада и три бригады Camicie Nere (итальянские «чёрнорубашечники» — добровольцы).
К ноябрю 1942 года ARMIR насчитывал 235 000 человек в двенадцати дивизиях и четырёх бригадах. Армия была оснащена 988 орудиями, 420 миномётами, 25 000 лошадьми, 64 самолётами и 17 000 транспортными средствами. Танков по-прежнему имелось малое количество. Также в армии была серьёзная нехватка хорошего зимнего обмундирования (за исключением альпийских дивизий).
3-я подвижная дивизия состояла из четырёх полков. Кроме того, на вооружении этой дивизии стояли бронированные машины: танкетки L3/35, лёгкие танки Fiat L6/40, средние танки M11/39 и противотанковые самоходные артиллерийские установки Semovente 47/32. Полки дивизии: 3-й драгунский кавалерийский полк «Савойя», 5-й уланский кавалерийский полк «Наварра», 3-й подвижный артиллерийский полк и 3-й полк берсальеров. Подразделения корпуса были довольно смешанными, поэтому передвижение осуществлялось различными способами — с помощью моторизованных транспортных средств, лошадей, мотоциклов, велосипедов и пешими переходами.
Командование над вновь сформированной армией от генерала Мессе принял итальянский генерал Итало Гарибольди. Будучи командующим CSIR, Мессе выступал против увеличения итальянского контингента в СССР, пока войска не будут оснащены должным образом. В результате генерал был освобождён от должности.
До назначения на пост командующего ARMIR, Гарибольди был генерал-губернатором Ливии. После войны был подвергнут критике за чрезмерную покорность немцам.

## Операции ARMIR (июль—ноябрь 1942)
К июлю 1942 года армия вышла на рубеж, проходящий по правому берегу Дона. В августе подразделения берсальеров 3-й подвижной дивизии ликвидировали плацдарм советских войск у населённого пункта Серафимович. В этом же месяце с поддержкой немецких танков они отбили хорошо организованную атаку советских войск (т. н. «Первое оборонительное сражение на Дону»).

## Операция «Малый Сатурн» (ноябрь 1942—февраль 1943)
К концу осени 1942 года ARMIR была размещена на левом фланге немецкой 6-й армии, между венгерскими и румынскими войсками. В дальнейшем немецкая 6-я армия вступила в бои с 62-й армией советского генерала Василия Чуйкова, в Сталинграде. Протяжённость итальянского участка составила свыше 250 км. Рубеж проходил по берегу реки Дон, начиная с позиций 2-й венгерской армии и до позиций 3-й румынской армии в Вёшенской. На своём участке итальянцы создали слабую оборону — не были выкопаны траншеи, не были созданы эффективные оборонительные позиции. Кроме того, снегопады и сильные морозы затрудняли передвижение войск.
Ситуация для немецких войск в Сталинграде оставалась стабильной до тех пор, пока советские войска 19 ноября 1942 года не начали операцию «Уран». Целью этой операции было полное окружение и блокирование 6-й немецкой армии. Удар советских войск был направлен на слабые румынские армии, находящиеся к северу и югу от Сталинграда. Операция «Уран» планировалась, как одновременный удар в двух разных направлениях. Советские войска нанесли два удара и прорвали линию обороны третьей и четвёртой румынских армий, и через четыре дня после начала операции у населённого пункта Калач-на-Дону замкнули окружение.
Ситуация для итальянских войск, растянутых вдоль Дона, оставалась стабильной до тех пор, пока советские войска 11 декабря 1942 года не начали операцию «Сатурн». Целью этой операции было уничтожение позиций итальянских, венгерских, румынских и немецких войск на реке Дон. Первый этап операции «Сатурн» также известен как операция «Малый Сатурн». Целью этой операции было полное уничтожение 8-й итальянской армии.
63-я советская армия, подкреплённая танками Т-34, сначала нанесла удар по наиболее слабому сектору итальянского участка — правому флангу, оборонявшемуся пехотными дивизиями «Равенна» и «Коссерия». Обе дивизии были отброшены назад и уничтожены.
17 декабря 1942 года 21-я советская армия и 5-я советская танковая армия атаковали и уничтожили остатки румынских войск, находившихся справа от итальянцев. Примерно в это же время 3-я советская танковая армия и части 40-й советской армии нанесли удар по венгерским войскам, находившимся слева от итальянцев.
Затем советская 1-я гвардейская армия атаковала центр итальянского участка, который удерживали дивизии: 298-я немецкая, «Пасубио», «Торино», «Им. принца Амедео, герцога д’Аосты» и «Сфорцеска». После одиннадцати дней боёв с превосходящими советскими войсками дивизии были окружены и уничтожены.
14 января 1943 года, после короткого перерыва, 6-я советская армия атаковала дивизии Альпийского корпуса. Эти дивизии размещались на левом фланге итальянской армии и до сих пор ещё практически не были задействованы в сражении. Но, несмотря на это обстоятельство, после разгрома итальянского центра, правого фланга и уничтожения венгерских войск слева положение альпийских дивизий стало критическим, и вскоре две дивизии — «Юлия» и «Кунеэнзе» — были уничтожены. Бойцы 1-го альпийского полка, входившего в дивизию «Кунеэнзе», сожгли полковые флаги с целью не допустить их захвата. Часть дивизии «Тридентина» и другие отходящие войска избежали окружения.
26 января 1943 года, после тяжёлого сражения, кульминацией которого стал бой под Николаевкой, остатки альпийских дивизий прорвали окружение и отошли на новые оборонительные позиции. К этому времени единственным подразделением, сохранившим некоторую боевую силу и всё ещё принимающим участие в боях, была дивизия «Тридентина». Остатки наличного состава итальянских войск были обморожены, больны и деморализованы.
При проведении эвакуации уцелевших войск в Италию фашистский режим принимал усилия по сокрытию правдивой информации о них, тем самым стараясь избежать упадка морального духа населения.
Всего около 130 000 итальянцев было окружено в ходе наступления советских войск. Согласно итальянским источникам, около 20 800 солдат погибло в боях, 64 000 было захвачено в плен и 45 000 удалось отойти.

## Итоги и последствия кампании
С начала кампании, около 30 000 итальянцев погибло в боях, ещё 54 000 умерло в советском плену. К концу февраля 1943 года стремительное отступление закончилось и Муссолини вывел остатки 8-й армии с Восточного фронта. Когда новости об итальянской армии достигли Италии, по популярности Муссолини был нанесён сильный удар. Выжившие на Восточном фронте военнослужащие обвиняли итальянскую политическую элиту и генералов в легкомыслии, которое выразилось в отправке на фронт плохо подготовленной и слабо вооружённой армии. Не обошли вниманием и немецких командиров, которые были обвинены в спасении своих войск, жертвуя при этом итальянскими. По общему мнению, отход итальянцев после прорыва советских войск был неоправданно задержан.
В первой половине 1943 года ситуация в Италии начала ухудшаться. После разгрома на Восточном фронте, в мае итало-германские войска потерпели поражение в Тунисе. Италия окончательно лишилась Северной Африки. А уже 10 июля союзные войска высадились на Сицилии. 25 июля 1943 года Бенито Муссолини и его фашистский режим был свергнут и 8 сентября новое итальянское правительство, возглавляемое маршалом Пьетро Бадольо и королём Италии Виктором Эммануилом III, подписало перемирие с союзными войсками.
В конце сентября 1943 года, после свержения Муссолини, новое итальянское правительство объявило войну Германии. В Западной Украине всё ещё дислоцировались некоторые итальянские военные части, которые носили вспомогательные антипартизанские и полицейские функции. Немецкие части, расположенные во Львове, были подняты по тревоге, окружили казармы своих бывших союзников, обезоружили их, а затем в течение нескольких дней расстреляли. Расстрелы производились в Цитадели и в Яновском лагере.
В 1944 году, сразу после освобождения Львова советскими войсками, была создана прокурорская группа, которой было поручено расследование преступлений нацизма на Западной Украине. Этой группой были вскрыты факты уничтожения гитлеровцами своих бывших союзников. Эти факты прозвучали на Нюрнбергском процессе.

## В произведениях искусства
кинематограф
- Иван Никулин — русский матрос (1944) (в эпизоде со «свиданием»)
- Они шли на Восток (1964)
- Подсолнухи (1970)

поэзия
- Стихотворение советского поэта Михаила Светлова «Итальянец» (1943)